# Le Grand Ordinateur
Le Grand Ordinateur (titre original : Intruder) est un roman de science-fiction de Louis Charbonneau publié aux États-Unis en 1979 puis traduit en français et paru en 1982.
Ce roman est le premier à exploiter le thème de la cybercriminalité.

## Résumé
Dans l'État de New York, dans la seconde moitié du XXe siècle, la ville de Hollister a décidé de confier la gestion de beaucoup de ses services (santé, sécurité civile, enseignement, etc.) à un ordinateur. Cette centralisation poussée à l’extrême commence à inquiéter lorsque des incidents à répétition se produisent en 1977. Un vieillard meurt de froid parce que l’électricité a été coupée à son domicile, bien qu’il ait payé ses factures ; les pompiers sont envoyés à une mauvaise adresse pour éteindre un incendie ; les feux de signalisation routière se désynchronisent, provoquant des accidents meurtriers ; le courant est coupé à l’hôpital ; les listes d’inscription à l’université sont démesurément longues par rapport aux capacités du campus ; de fausses informations sur la vie privée de notables locaux sont publiées.
Le chef du centre informatique, Del Thomas, et son adjoint Carl MacAdam, doivent se rendre à l’évidence : quelqu’un s’est introduit dans la système informatique qu’il contrôle, dans un but qui n’apparaît pas encore. Pour tenter de découvrir cet Intrus, ils font appel à Michael Egan, consultant et spécialiste des questions de sécurité et lui adjoignent Jenny Tyson, qui travaille au centre informatique.
L'Intrus, qui ne cache plus son existence mais ne révèle bien sûr pas son identité, se livre à un chantage en exigeant de la ville une très forte somme au titre de « dommages et intérêts » en échange de l’arrêt de ses piratages informatiques. Michael et Jenny en concluent que l’Intrus a un compte à régler avec la ville, sans pour autant comprendre encore de quoi il s’agit.
Ils vont à leur tour utiliser l’informatique pour recouper les maigres indices dont ils disposent, établir le profil du criminel et arriver à le démasquer (il le paiera de sa vie) avant qu’il ne mette ses menaces à exécution.

## Principaux personnages
- Michael Egan, consultant en systèmes de sécurité ;
- Jenny Tyson, adjointe d'Egan ;
- Del Thomas, chef du centre informatique de Hollister ;
- Carl MacAdam, adjoint de Thomas ;
- L'Intrus.